# Isai
Isai (там. இசை, досл.: «Музыка») — индийский художественный фильм на тамильском языке в жанре драмы и триллера, премьера которого в Индии состоялась 30 января 2015 года.

## Сюжет
Ветрисельван — признанный и старомодный композитор, которого любят и уважают за его произведения, и он считается величайшим музыкантом нашего времени. А. К. Шива, который работает помощником при нём, получает возможность сочинять музыку для малобюджетного фильма. Когда Шива представляет свои новые методы и впервые использует синтезаторы, его музыка привлекает внимание всех меломанов. Благодаря свежести и современности, которыми обладает его музыка, он становится самым востребованным музыкантом и обгоняет его наставника. Он становится музыкантом номер один и строит свою собственную студию. Тем временем он влюбляется в Дженни и женится на ней. Когда кажется, что всё, к чему он прикасается, превращается в золото, Ветрисельван показывает свою истинную психопатическую форму.
Ветрисельван решает снести Шиву любыми способами. Он хочет нарушить его душевное спокойствие, чтобы он не мог сосредоточиться на музыке. Он заключает сделку с его водителем, менеджером, поваром и сотрудниками фронт-офиса, чтобы получить помощь в обрушении Шивы. Однажды водитель его машины паркует машину в пиковом движении и внезапно убегает, что смущает Шиву. Его беспокоит непрерывный гудящий звук. Его менеджер также вводит его в заблуждение, рассказывая о ложных инцидентах, которых не было. Дженни забеременеет, но прерывается, когда его повар смешивает в еду некое лекарство. Шива переживает из-за выкидыша и громко плачет. Он думает, что у него психическое расстройство, и ложится в психиатрическую больницу.
Странное поведение Шивы привлекает внимание средств массовой информации, и его образ запятнан среди публики. Ветрисельван чувствует себя счастливым, увидев это, и тем временем режиссёры снова начинают к нему приближаться. Он думает, что его утраченная слава сейчас восстановлена. Наконец, выясняется, что Дженни — не что иное, как его дочь, которую он послал, чтобы он мог выполнить свой план. Зная это, Шива приходит в ярость и приходит, чтобы убить Дженни. Но она показывает, что она действительно влюбилась в него за его доброту, и теперь она снова зачала. Ветрисельван приходит туда и убеждает убить Дженни, зная, что она действительно любит его. Тем временем он наносит удар Шиве ножом.
Внезапно Сурья просыпается. Выясняется, что всё произошедшее было его сном. Его жена Мадху говорит, что фанаты с нетерпением ждут его нового фильма, так как он не снимался в течение последних 10 лет. Сурья говорит, что он получил историю во сне и должен решить кульминацию. Фильм заканчивается там.

## В ролях
- С. Дж. Сурья — А. К. Шива, композитор
- Сулагна — Дженни, возлюбленная Шивы
- Сатьярадж — Ветрисельван, наставник А. К. Шивы
- Ганджа Каруппу — Каруппу
- Алагам Перумал — Гунашекхар
- АР Муругадос — в роли самого себя (камео)
- Вишнувардхан — в роли самого себя
- Раджу Сундарам — камео
- Мира Чопра — Мадху, жена Сурьи в реальной жизни

## Производство
Когда в 2004 году Сурья объявил о новом проекте под названием Isai, то в качестве композитора он хотел пригласить А. Р. Рахмана, с которым е работал в двух проектах: Anbe Aaruyire и Aezhumazhai vs Chitra.
В начале 2006 года, появились сообщения, что он снова взялся за работу с С. С. Чакраварти или Наводая Аппачаном в качестве продюсера, и было высказано предположение, что фильм будет о том, как «хитрый ассистент композитора восходит на вершину».
Слухи также предположили, что этот фильм о напряжённости между популярными композиторами Южной Индии Илаяраджей и А. Р. Рахманом. Однако съёмки фильма снова не начались, и Сурья отложил производство.
В 2011 году он объявил, что хочет перезапустить проект и сам сочинить музыку по совету А. Р. Рахмана. На роль главной героини претендовала Лакшми Рай, которая заработала популярность в Колливуде благодаря фильмам Muni 2: Kanchana и Mankatha, но она отказалась, и Сурья решил найти дебютантку в Мумбаи, что держалось в секрете. Через год он выпустил первый постер, где изображён он и Сулагна Паниграхи, которой он дал псевдоним Савитри, только что дебютировавшая в Болливуде в фильме Murder 2. Также он объявил что Пракаш Радж, Ганджа Каруппа и М. С. Баскар будут играть персонажей второго плана, но первый из них вышел их проекта из-за плотного графика. Сурья также пытался договориться с Гангай Амареном, но не удалось. В итоге на роль антагониста согласился Сатьярадж, который подтвердил, что сюжет рассказывает о соперничестве двух композиторов. Ради фильма Сурья выучился на музыканта, занимаясь по десять часов в течение шести месяцев.

## Саундтрек
Все песни С. Дж. Сурья исполнил сам. Этот фильм стал первым в его карьере, где он выступил одновременно как режиссёр и композитор.
| №  | Название        | Исполнители                   | Длительность |
| -- | --------------- | ----------------------------- | ------------ |
| 1. | «Puthaandin»    | С. Дж. Сурья                  |              |
| 2. | «Atho Vaanile»  | С. Дж. Сурья, Картик, Чинмайи |              |
| 3. | «Baby Theme»    | Чинмайи                       |              |
| 4. | «Dirty Dancing» | Шалини Сингх                  |              |
| 5. | «Nee Poiyyaa»   | С. Дж. Сурья, Виджай Йесудас  |              |
| 6. | «Isai Veesi»    | С. Дж. Сурья, Чинмайи         |              |